# Salame Aquila
Il salame Aquila  è un insaccato ottenuto dalla macinazione di tagli di carne magra e grassa di maiale, originario dell'Aquila, capoluogo abruzzese da cui esso prende il nome. Fa parte dei Prodotti agroalimentari tradizionali abruzzesi.

## Preparazione
La carne viene tritata e amalgamata con pepe, sale e vino bianco, quindi viene insaccata in budelli naturali o artificiali, legati infine con spago alle due estremità.
In seguito viene sottoposta a pressione, per farne fuoriuscire l'aria all'interno che potrebbe rovinare la carne. La forma finale ne risulta appiattita e irregolare.
Spesso, nelle preparazioni artigianali, vengono sconciati i prosciutti per utilizzarne la carne nell'impasto del salame.